# Endgame (Film)
Endgame, auch bekannt als Die Mandela Verschwörung, ist ein britischer Spielfilm aus dem Jahr 2009. Der Film orientiert sich an realen Ereignissen, die in Südafrika zum Ende des Apartheidsystems führten.

## Handlung
Südafrika in den 1980er Jahren steht am Rande des Bürgerkriegs. Die Apartheidspolitik der weißen Minderheitsregierung wird zunehmend von der schwarzen Bevölkerungsmehrheit bekämpft, wobei der Afrikanische Nationalkongress (ANC) sowohl auf diplomatische als auch auf militante Mittel zurückgreift. Während Nelson Mandela im Gefängnis sitzt und zur friedlichen Lösung aufruft, eskaliert die Gewalt auf den Straßen durch militante Splittergruppen.
Der britische Manager Michael Young, dessen Unternehmen Consolidated Gold Fields bedeutende wirtschaftliche Interessen in Südafrika hat, erkennt, dass nur eine friedliche Lösung die Zukunft seines Konzerns sichern kann. Er organisiert daher geheime Gespräche zwischen Vertretern des ANC, angeführt von Thabo Mbeki, und Vertretern der Buren, insbesondere dem Philosophieprofessor Willie Esterhuyse. Diese Treffen finden im abgelegenen Mells Park House in England statt und werden streng geheim gehalten.
Trotz aller Vorsicht bleibt der südafrikanische Geheimdienst nicht untätig: Geheimdienstchef Niel Barnard versucht, Esterhuyse als Informanten zu gewinnen und nimmt Kontakt zu Mandela auf, um die Widerstandsbewegung durch gezielte Einflussnahme zu spalten.
Im Verlauf der Gespräche entwickelt sich ein vorsichtiges Vertrauen zwischen den Delegationen. Die Verhandlungen verlaufen jedoch nicht ohne Rückschläge, da Misstrauen, politische Interessen und persönliche Ängste immer wieder zu Spannungen führen. Dennoch gelingt es den Beteiligten, entscheidende Grundlagen für den späteren Übergang zu einer demokratischen Gesellschaft zu legen.

## Rezeption
Endgame – Die Mandela Verschwörung erhielt überwiegend positive Kritiken, wobei insbesondere die differenzierte Darstellung der politischen Prozesse und die schauspielerischen Leistungen hervorgehoben wurden.
Das Lexikon des internationalen Films bezeichnete den Film als „ambitioniertes Geschichtsdrama mit Thriller-Elementen“, das den Weg Südafrikas in die Freiheit nachvollziehbar beschreibt. Die Produktion wurde für ihre authentische und spannende Umsetzung eines komplexen historischen Themas gelobt.
Internationale Kritiken betonten die starke Besetzung: William Hurt und Chiwetel Ejiofor überzeugten als Gegenspieler und trugen maßgeblich zur Intensität des Films bei. Die Darstellungen wurden als „exzellent und überzeugend“ bewertet. Auch die Regie von Pete Travis und das Drehbuch von Paula Milne fanden Anerkennung, insbesondere für die Balance zwischen politischem Drama und persönlicher Entwicklung der Figuren.
Auf Bewertungsplattformen wie IMDb erreichte der Film eine solide Bewertung (6,2/10), während auf Rotten Tomatoes 71 % der Kritiker eine positive Bewertung abgaben. Die Kritiken heben hervor, dass der Film trotz seines dialoglastigen Ansatzes eine hohe Spannung aufrechterhält und einen wichtigen Beitrag zur Aufarbeitung der Apartheid-Geschichte leistet.
Einige Kritiker bemängelten jedoch, dass der Film gelegentlich zu informationsreich sei und dadurch an Emotionalität verliere. Die Inszenierung wurde vereinzelt als zu nüchtern empfunden, und es fehlte manchen Rezensenten an einem tieferen Einblick in die gesellschaftlichen Auswirkungen der Apartheid.

## Auszeichnungen (Auswahl)
Der Film und einige an ihm Mitwirkende waren für verschiedene Preise nominiert. Unter anderem erhielt der Film den Peabody Award und 2010 eine Nominierung für den Emmy in der Kategorie Outstanding Made for Television Movie.